# SA (álbum)
SA es el álbum debut de la cantante Ami Suzuki bajo el sello disquero Sony Music Entertainment Japan. Fue lanzado el 25 de marzo de 1999

## Información
Se puede decir que el álbum completo (a excepción de la voz de Ami) fue obra del reconocido productor Tetsuya Komuro, quien también es miembro de la banda globe, siendo todas las letras, composiciones y arreglos obras de él. El álbum logró alcanzar ventas extrañamente buenas para una artista que recién comenzaba su carrera -aunque ya con cinco singles promocionales-, casi alcanzando el límite de las 2 millones de copias vendidas sólo en Japón -mundialmente vendió unos cuantos millones más, pero se desconocen cifras exactas-. Un mes después el álbum fue relanzado en una edición de MiniCD. El nombre del álbum proviende del propio nombre de Ami (Suzuki Ami).
Los sencillos de este álbum, que en total fueron cinco, sin duda ayudaron enormemente a que este álbum fuera un completo éxito. Todos ellos -desde su single debut "love the island" hasta el sencillo de doble cara "Don't leave me behind / Silent Stream", estuvieron dentro del Top 5 de las ventas de Oricon, con ventas que rondearon desde 270 mil copias hasta el medio millón en ventas. El único b-side anteriormente incluido en un sencillo es "Asu, Atsuku, Motto, Tsuyoku", tema que acompañó a "love the island". Todos los sencillos también estuvieron adheridos a promociones de otros productos, desde cámaras fotográficas a juegos de video- y el tema "Boku no Shiawase" también fue utilizado como tema de fondo en comerciales para los productos Pachikka de House Foods Corp.

## canciones
1. Nothing Without You
2. STORIES BEHIND
3. alone in my room
4. white key
5. ANOTHER WORLD
6. love the island
7. Don’t leave me behind
8. Boku no Shiawase (ボクのしあわせ?)
9. in my diary...
10. Asu, Atsuku, Motto, Tsuyoku (明日、あつく、もっと、つよく?)
11. PRIVATE SKY
12. all night long
13. Silent Stream
14. ...smile

- Datos: Q3125153